# Agropyropsis lolium
Agropyropsis es un género monotípico de plantas de la familia de las poáceas, es originario del Norte de África y de las islas de Cabo Verde.

## Descripción
Es una planta perenne; estolonífero o cespitosa con culmos de 20-60 cm de alto; herbácea; no ramificada arriba; Nodos de culmos ocultos por vainas de las hojas. Los brotes jóvenes intravaginales. Hojas en su mayoría basales; no auriculadas ; sin setas auriculares. Las láminas lineares a lanceoladas, estrechas; de unos 4 mm de ancho, enrollados, sin nervadura transversal;. Lígula persistente, una membrana ciliolada; truncada de aproximadamente 0,5-1 mm de largo. Contra-lígula ausente. Plantas bisexual, con espiguillas bisexuales; con flores hermafroditas. Inflorescencia una sola espiga (dura)con raquis ahuecados.

## Taxonomía
Agropyropsis lolium fue descrita por (Balansa) A.Camus y publicado en Bulletin de la Société Botanique de France 82: 11. 1935.
Etimología
Agropyropsis: nombre genérico que proviene de Agropyron (otro género de la familia) y del sufijo griego opsis (apariencia), aludiendo a su similitud. 
lolium: epíteto que se refiere al género de la misma familia Lolium.
Sinonimia
- Agropyron lolium (Balansa) Batt. & Trab.
- Catapodium lolium (Balansa) Hack.
- Festuca lolium Balansa ex Coss. & Durieu	basónimo
- Triticum lolium (Balansa) Batt. & Trab.[3][4]